# Wingy Manone
Joseph Matthews 'Wingy' Mannone (New Orleans, 13 februari 1900 - Las Vegas, 9 juli 1982) was een Amerikaans jazzmuzikant (zang, trompet) en orkestleider van Italiaanse komaf.

## Jeugd
Manone verloor op 10-jarige leeftijd zijn rechterarm bij een tramongeluk, waarvoor hij tijdens zijn podiumoptredens een armprothese droeg.

## Carrière
Nadat hij met verschillende bands uit zijn geboortestad had gespeeld, begon hij tijdens de jaren 1920 doelloos door de Verenigde Staten te reizen en werkte hij onder andere in Chicago en New York. In 1924 maakte hij met de Arcadian Serenaders, voorheen The Original Crescent City Jazzers, zijn eerste opname, voordat hij in 1927 met zijn band Joe Manone's Harmony Kings eigen opnamen maakte. In 1928 speelde hij in Chicago en verhuisde daarna naar New York, waar hij in 1929 een plaat opnam met de Benny Goodman's Boys. Spoedig daarna vertrok hij weer naar Chicago, waar hij de leiding overnam van de band The Cellar Boys. In 1934 in New York scoorde hij met Rhythm Is Our Business (#20) een eerste hit in de hitlijst. Er volgden zeven verdere, waaronder de grootste hit Isle of Capri. Zijn laatste succesnummer in juli 1938 was een versie van de populaire nonsens-song The Flat Foot Floogie van Slim Gaillard. In 1940 verhuisde Manone naar Los Angeles, waar hij meespeelde in de film Rhythm on the River. Hij trad op in Las Vegas en besloot om daarheen te verhuizen. Manone speelde nog tot ver in de jaren 1970. In 1948 verscheen zijn autobiografie Trumpet on the Wing.

## Overlijden
Wingy Manone overleed op 9 juli 1982 op 82-jarige leeftijd.

## Discografie

### Verzameling
- The Complete Brunswick & Vocalion Recordings of Louis Prima en Wingy Manone (1924–1937) - (Mosaic - 2002) - 6 CD's - Wingy Manone met Red Nichols, Miff Mole, Pee Wee Russell, Arthur Schutt, Vic Berton, Eddie Miller, Matty Matlock, Nappy Lamare, Harry Goodman, Ray Bauduc, Floyd O'Brien, Dicky Wells, Artie Shaw, Bud Freeman, Teddy Wilson, John Kirby, Kaiser Marshall, Santo Pecora, Sidney Arodin, Will Bradley, Arthur Rollini, Joe Venuti, Joe Marsala, Carmen Mastren, Sid Weiss, Jack Teagarden, Johnny Mercer - verdere details zie Louis Prima

## Filmografie
- 1940: Rhythm on the River
- 1943: Hi 'ya, Sailor
- 1944: Trocadero

- Bibsys: 3007503
- Biblioteca Nacional de España: XX1012705
- Bibliothèque nationale de France: cb13897048h (data)
- Gemeinsame Normdatei: 1048347419
- International Standard Name Identifier: 0000 0000 6302 6823
- Library of Congress Control Number: n82225121
- MusicBrainz: 51f002d8-94b0-43a2-b289-b0a0374f06cb
- Nationale Bibliotheek van Israël: 987007314841205171
- Istituto Centrale per il Catalogo Unico: LO1V268732
- SNAC: w6d06tq5
- Système universitaire de documentation: 244000379
- Virtual International Authority File: 69116187
- WorldCat: E39PBJvRRJ7GmYg44hKppkXjmd